# Caecilia guntheri
Espèce
Statut de conservation UICN

 LC  : Préoccupation mineure
Caecilia guntheri est une espèce de gymnophiones de la famille des Caeciliidae.

## Répartition
Cette espèce se rencontre entre 1 200 et 1 800 m d'altitude :
- dans le nord de l'Équateur ;
- en Colombie sur le versant Ouest de cordillère Occidentale.

## Étymologie
Cette espèce est nommée en l'honneur d'Albert Günther.

## Publication originale
- Dunn, 1942 : The American caecilians. Bulletin of the Museum of Comparative Zoology, vol. 91, no 6, p. 437-540 (texte intégral).